# Azori süvöltő
Az azori süvöltő (Pyrrhula murina) a madarak osztályának verébalakúak (Passeriformes) rendjébe és a pintyfélék (Fringillidae) családjába tartozó faj.

## Rendszerezése
A fajt Frederick DuCane Godman írta le 1866-ban.
Eredetileg a széles körben elterjedt süvöltő (Pyrrhula pyrrhula) alfajaként írták le. A filogenetikai különbségeket a két faj között alátámasztották a DNS-hibridizációs vizsgálatok is, így a madarat 1993-ban különálló fajnak nyilvánították.

## Elterjedése
Portugáliához tartozó Azori-szigeteken honos, kizárólag a São Miguel sziget keleti részén. A természetes élőhelye szubtrópusi és trópusi száraz erdők és mediterrán cserjések.

## Megjelenése
Testhossza 16–17 centiméter, testtömege 30 gramm. A süvöltőtől eltérően tollaiban nincs vörös szín. Arca, rövid csőre, farka és szárnyai feketék. Háta barna, míg hasa rozsdabarna színű.
A nemeket alig lehet egymástól megkülönböztetni, a hímek hasa némileg rózsásabb árnyalatú, mint a tojóké.

## Életmódja
Magvakkal táplálkozik melyeket a földről gyűjt be.

## Természetvédelmi helyzete
A BirdLife International becslése szerint nagyjából 750 pár élhet a szigeten. Emiatt a Természetvédelmi Világszövetség vörös listáján a „veszélyeztetett” kategóriába van a faj besorolva.
A 19. századig sokkal gyakoribb volt, de ekkortól azzal vádolták a parasztok, hogy kárt tesz a gyümölcsültetvényekben és intenzíven vadászni kezdték. Úgy tűnt, hogy 1927-re kihalt, de 1968-ban újra felfedezték a szigeten.

## Fordítás
- Ez a szócikk részben vagy egészben  az   Azorengimpel című német Wikipédia-szócikk fordításán alapul.  Az eredeti cikk szerkesztőit annak laptörténete sorolja fel. Ez a jelzés csupán a megfogalmazás eredetét és a szerzői jogokat jelzi, nem szolgál a cikkben szereplő információk forrásmegjelöléseként.